# Jorge Hernández Padrón
Jorge Hernández Padrón, född 17 november 1954 i Havanna, död 12 december 2019, var en kubansk boxare som tog OS-guld i lätt flugviktsboxning 1976 i Montréal. I finalen besegrade han den nordkoreanske boxaren Li Byong-Uk med 4-1.